# Polo G
Polo G, pseudonimo di Taurus Tremani Bartlett (Chicago, 6 gennaio 1999), è un rapper e cantautore statunitense.
Acquisisce popolarità grazie al brano Pop Out con Lil Tjay, che raggiunge l'undicesima posizione della Billboard Hot 100. Nel 2019 pubblica il suo album in studio di debutto, Die a Legend, seguito da The Goat nel 2020.
Nel 2021 raggiunge il successo internazionale grazie al suo singolo Rapstar, che raggiunge la vetta della Billboard Hot 100 e grazie al suo album Hall of Fame, che debutta in cima alla Billboard 200.

## Biografia
Nasce nella zona nord di Chicago il 6 gennaio 1999. Vive in povere condizioni nel Marshall Field Garden Apartments assieme ai suoi genitori e ai suoi tre fratelli. Nel suo brano Wishing for a Hero afferma infatti «Remember we didn't have a thing, same clothes for weeks» (ricordo non avevamo niente, portavamo gli stessi vestiti per settimane), frase che rispecchia pienamente le condizioni economiche della famiglia. Non ha mai avuto buoni rapporti con la scuola, infatti ha affermato che molto spesso saltava le lezioni per incontrarsi per strada con suoi amici. L'ambiente in cui trascorre la sua infanzia infatti era tutt'altro rispetto al ghetto che si vede nei film: sono posti in cui a 10 anni i bambini sono costretti a rubare o a spacciare droga, pur di garantire alla famiglia di vivere. La povertà e le bande criminali influenzano negativamente il suo modo di vivere, spingendo il giovane rapper ad avere una vita senza limiti.
Bartlett ha affermato che sin da piccolo sognava di diventare qualcuno. Ha iniziato a muovere i primi passi nel rap intorno ai primi anni di liceo, facendo freestyle con i suoi amici. La più grande influenza musicale è stata quella del rapper Lil Wayne, seguita da quelle di 2Pac, Gucci Mane e dei rapper di Chicago Chief Keef, Lil Durk e G Herbo. La vita di Taurus è sempre stata piena di sofferenze e tribulazioni, due su tutte sono state la perdita a quindici anni del suo migliore amico, soprannominato Gucci, ucciso per strada, e la morte della nonna Maxine, con cui Polo aveva un rapporto speciale. Questi eventi hanno spinto il rapper ad affermarsi ed avere ancora più fame nel raggiungere il suo obbiettivo. Ha sempre affermato in interviste e canzoni che ha gli stessi amici da quando aveva 2 anni e giocava con loro nei cosiddetti sandbox, ovvero i recinti di sabbia nei parchi dove giocavano i bambini.
Ha iniziato a pubblicare canzoni su YouTube nel 2017, ma la sua consacrazione è avvenuta nel 2018 con in brano Finer Things; questo successo ha segnato un punto di svolta, perché gli ha consentito di uscire dall'ambiente in cui viveva e avere una vita tranquilla con i propri cari.
Inoltre ha dichiarato nel singolo 21 «I ain't stoppin' 'till we chillin at the top» (non mi fermo finché non sarò in alto a rilassarmi). Questa frase sta a significare che nonostante sia riuscito ad uscire dall'ambiente in cui è cresciuto, ha ancora fame e continuerà a produrre canzoni finche non sarà considerato uno dei più grandi della storia. In questo ambito ha detto di ispirarsi a Jay-Z.

## Carriera

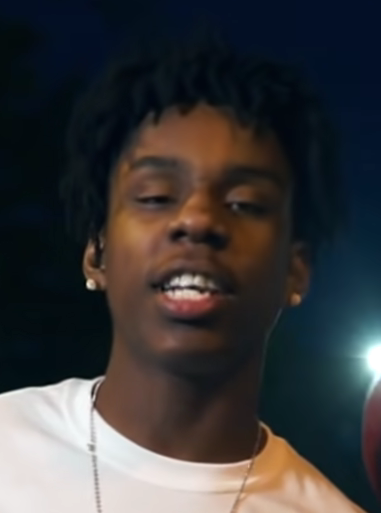
Bartlett nel 2018.

### Inizi eDie a Legend(2016-2019)
La sua carriera ebbe inizio nel 2016 quando iniziò a registrare canzoni trap, ma solo nel 2017 inizia a pubblicare brani come Welcome Back e Neva Cared sulla piattaforma digitale YouTube. Il successo arriva nel 2018 con l'uscita di Finer Things, un brano scritto mentre si trovava in un carcere minorile.
Nel 2019 collabora con il rapper newyorkese Lil Tjay per il singolo Pop Out, che diventa virale. Il 7 giugno dello stesso anno Taurus pubblica il suo album in studio di debutto Die a Legend, contenente i singoli Finer Things, Battle Cry, Pop Out e Deep Wounds.
Nell'album si contano 14 brani, tutti recensiti positivamente dalla critica. L'album raggiunge la sesta posizione della Billboard 200 e viene certificato platino negli Stati Uniti.
Il 20 settembre 2019 pubblica il singolo Heartless, una collaborazione con il produttore Mustard, che verrà certificata platino negli Stati Uniti e in Canada. Inoltre, Heartless è il primo singolo estratto dal secondo album di Bartlett, The Goat, che verrà pubblicato l'anno successivo.

### Il secondo album in studio,The Goat(2020)
Nel 2020 Polo G pubblica Go Stupid e First Place. La prima è in collaborazione con NLE Choppa, Stunna 4 Vegas e Mike Will Made It, mentre nella seconda si ripresenta il duetto con Lil Tjay.
Il 15 maggio 2020 esce il suo secondo album in studio, The Goat, che anche in questo caso viene recensito positivamente. La scelta del nome è alquanto particolare: come è facilmente immaginabile, la parola GOAT sta per "Greatest of all time", ovvero il più grande di sempre. Tuttavia ciò non significa che il rapper si reputi il più grande di sempre; ha infatti precisato che la scelta del nome deriva dal doppio significato di GOAT, che in inglese vuol dire anche capra, rappresentata dal segno zodiacale Capricorno di cui il rapper fa parte e inoltre che sono di questo segno zodiacale alcuni dei più grandi al mondo nei loro ambiti, come Tiger Woods, LeBron James, Denzel Washington o Muhammad Ali. Nell'album sono presenti poche collaborazioni con altri artisti, ricordiamo però Lil Baby nel brano Be Something e Juice Wrld nel brano Flex. L'album è considerato da molti critici uno dei migliori dell'anno.
Sempre a maggio è apparso nel singolo di Lil Durk 3 Headed Goat, che vede anche la partecipazione di Lil Baby. 3 Headed Goat ha raggiunto la quarantatreesima posizione della Billboard Hot 100 ed è stato successivamente certificato platino dalla RIAA. A luglio, Bartlett è apparso nell'album postumo di Juice Wrld Legends Never Die, nel brano Hate the Other Side. Il brano ha raggiunto la decima posizione della Hot 100, diventando il primo brano di Bartlett nella top ten. L'11 agosto 2020, è stato incluso nella 2020 Freshman Class di XXL, insieme a NLE Choppa, Lil Tjay, Rod Wave, Fivio Foreign, Mulatto e altri. Sempre ad agosto, ha pubblicato il video musicale del suo singolo Martin & Gina, che ha raggiunto la sessantunesima posizione della Hot 100.
A settembre ha pubblicato il singolo Epidemic, che ha raggiunto la quarantasettesima posizione della Billboard Hot 100 ed è stato successivamente certificato oro dalla RIAA.

### Singoli, collaborazioni,Hall of FameeHood Poet(2021-presente)
A gennaio 2021, Bartlett è apparso nella sezione musica della Forbes 30 Under 30 e il 5 febbraio ha pubblicato il singolo GNF (OKOKOK), un singolo drill che richiama il suo vecchio stile. Il singolo ha ottenuto un buon successo, piazzandosi alla cinquantacinquesima posizione della Billboard Hot 100. A marzo, Bartlett è apparso nella colonna sonora del film Boogie, nel brano di Pop Smoke Fashion, nel singolo del rapper britannico KSI Patience con Yungblud, e nel singolo di Lil Tjay Headshot, insieme anche a Fivio Foreign.
Ad aprile, ha pubblicato con Einer Bankz uno snippet di un singolo inedito su Instagram. Lo snippet si è poi rivelato essere tratto dal singolo di Bartlett Rapstar, che è stato pubblicato il 9 aprile. Rapstar ha raggiunto la prima posizione in diverse nazioni, compresi gli Stati Uniti, diventando così la prima vetta raggiunta da Bartlett nella Hot 100.
Inoltre, attraverso i suoi account social, Bartlett ha annunciato che il suo terzo album in studio sarebbe stato intitolato Hall of Fame. Il 17 maggio ha annunciato via Instagram che il 21 dello stesso mese avrebbe pubblicato Gang Gang, una collaborazione con il suo idolo Lil Wayne. Il 27 maggio ha annunciato via social la data di pubblicazione di Hall of Fame. L'11 giugno ha pubblicato l'album, che ha visto la collaborazione di artisti come Nicki Minaj, Lil Wayne, Young Thug e Pop Smoke tra gli altri. Il 9 novembre, Bartlett ha annunciato che il seguente 3 dicembre avrebbe pubblicato Hall of Fame 2.0, chiacchierata sin da prima della pubblicazione della versione standard dell'album e contenente quattordici tracce aggiuntive. Ha annunciato inoltre la pubblicazione del primo brano inedito tratto da Hall of Fame 2.0, Bad Man (Smooth Criminal), reso disponibile il 12 novembre.
Il 15 agosto 2023 annuncia l'uscita del suo quarto album in studio, Hood Poet, prevista per il mese successivo. Tuttavia, dopo esser stato arrestato per rapina a mano armata assieme al fratello, il rilascio dell'album è stato rimandato a data da destinarsi. Il 2 dicembre compare nel documentario Thriller 40, in celebrazione dell'anniversario dell'album Thriller di Michael Jackson. Il 9 agosto 2024 Hood Poet è stato ufficialmente pubblicato.

## Stile e influenze
Nel nome Polo G, la G sta per un suo caro amico soprannominato "Gucci", scomparso nel 2014 quando Taurus aveva solo 15 anni. La scomparsa di questo suo amico segna tutt'oggi la produzione artistica di Taurus, che più di una volta nei testi delle sue canzoni fa riferimento alle persone più care che ha perso (come per esempio nel brano Trough Da Storm), come anche sua nonna Maxine. Il suo modo di cantare è un po' melodico, anche se originariamente il suo stile era il drill, un classico esempio dell'hip hop a Chicago. Polo G, evolvendosi nel suo modo di cantare melodico, viene paragonato a Lil Durk, A Boogie wit da Hoodie, e a 2Pac. La somiglianza con quest'ultimo, benché in parte azzardata, è anche testimoniata nella canzone Wishing for a Hero, pubblicata da Bartlett a maggio 2020; il beat utilizzato nella canzone è infatti una rivisitazione del brano di 2pac "Changes". Il contenuto è a sua volta molto simile: si parla infatti in entrambi i casi di come le persone di colore siano costantemente discriminate e lasciate marcire nei ghetti dove la criminalità e le guerre tra gang sono all'ordine del giorno.

## ODA Records
Nel settembre 2020, Bartlett ha annunciato la fondazione della sua etichetta discografica, la ODA Records, distribuita dalla Columbia Records. ODA sta per "Only Dreamers Achieve".

### Membri
- Polo G (2020-)[59]
- Scorey (2020-)[61]
- YungLiV (2021-)[62]
- TOB Duke (2021-)[63]

## Vita privata
Bartlett ha residenza a Calabasas, dove vive con la sua fidanzata e il suo figlio di tre anni Tremani.
Nell'agosto del 2019 ha dichiarato di essere finito in coma per overdose dopo una festa. Da allora ha smesso di fare utilizzo di ecstasy e xanax.
Suo fratello minore è anch'egli un rapper, sotto lo pseudonimo di Trench Baby.

## Controversie

### Prima della fama
Bartlett è stato arrestato cinque volte tra agosto e dicembre 2017.
Il 1º gennaio 2018, Bartlett è stato arrestato per un furto di automobili. È stato rilasciato il giorno successivo.

### Arresto a Miami
Il 13 giugno 2021, Bartlett è stato arrestato a Miami insieme al fratello minorenne, dopo una festa per l'uscita di Hall of Fame. È stato accusato di percosse a un poliziotto, minacce a un dipendente pubblico, resistenza all'arresto e altri misfatti. Secondo i registri del carcere, ha pagato una cauzione per un totale di 19.500 dollari. La madre di Bartlett, Stacia Mac, ha affermato che il figlio le ha riportato che più di un'auto della polizia li stavano pedinando. Ha anche aggiunto: "Li hanno fermati perché stavano guidando ed erano neri".

### Arresti a Los Angeles
Il 6 settembre 2021, Bartlett è stato fermato da due poliziotti a Los Angeles e arrestato dopo che i due agenti avevano trovato due pistole cariche nella sua macchina. È stato rilasciato il giorno successivo dopo avere pagato una cauzione di 35.000 dollari. Il 6 gennaio 2022 si è svolto il processo.
Il 23 agosto 2023, Bartlett e suo fratello sono stati arrestati con l'accusa di complicità a una rapina a mano armata. In seguito all'arresto, la polizia perquisì l'auto del rapper, rinvenendo un fucile a canna corta posseduto illegalmente. Poco tempo dopo, i due sono stati nuovamente arrestati, questa volta con l'accusa di rapimento, rapina e aggressione in relazione a un incidente avvenuto ad aprile dello stesso anno. I due sono stati rilasciati poco dopo su una cauzione di 100.000 dollari.
Il 19 ottobre 2024 viene fermato con l'accusa di porto illegale d'arma da fuoco, per la quale non gli fu concessa la cauzione. Due giorni dopo viene rilasciato pagando una cauzione di 100.000 dollari.

## Discografia
- 2019 − Die a Legend
- 2020 − The Goat
- 2021 − Hall of Fame
- 2024 – Hood Poet

## Filmografia
- 2023 – Thriller 40 (documentario diretto da Nelson George)

## Tournée
- 2019 − Die a Legend Tour[89]
- 2021 − Hall of Fame Tour[90]
- 2024 − Hood Poet Tour[91]